# Camps-Saint-Mathurin-Léobazel
Camps-Saint-Mathurin-Léobazel ist eine französische Gemeinde mit 208 Einwohnern (Stand 1. Januar 2022) im Département Corrèze in der Region Nouvelle-Aquitaine.

## Geografie
Die Gemeinde liegt im Zentralmassiv  in der Xaintrie und wird von der Cère durchflossen und gehört zur Xaintrie Noire. Tulle, die Präfektur des Départements, befindet sich etwa 40 Kilometer nordwestlich und Argentat 13 Kilometer leicht nordwestlich.
Nachbargemeinden von Camps-Saint-Mathurin-Léobazel sind Sexcles im Norden, Saint-Geniez-ô-Merle im Nordosten, Saint-Julien-le-Pèlerin im Osten, Sousceyrac-en-Quercy im Süden, Laval-de-Cère im Südwesten und Mercœur im Westen.

## Wappen
Beschreibung: Silber besät mit Hermelin mit rotem Schrägbalken. In der goldenen Vierung sechs rote Schrägbalken. 

## Geschichte
Am 16. September 2005 fusionierten die Gemeinden Camps und Saint-Mathurin-Léobazel zu Camps-Saint-Mathurin-Léobazel.

### Einwohnerentwicklung
| Jahr      | 1962 | 1968 | 1975 | 1982 | 1990 | 1999 | 2007 | 2016 |
| Einwohner | 451  | 457  | 381  | 341  | 293  | 242  | 249  | 240  |

## Sehenswürdigkeiten
- Konfluenzpunkt zwischen dem 45. Breitengrad Nord und dem 2. Längengrad Ost von Greenwich
- Die vier Kirchen der Gemeinde[1]
- Le Rocher du Peintre, Aussichtspunkt über die Schluchten der Cère[2]